# Sittiparus
Sittiparus is een geslacht van zangvogels uit de familie Paridae (mezen). De wetenschappelijke naam van het geslacht is voor het eerst geldig gepubliceerd in 1884 door Sélys Longchamps.

## Soorten
De volgende soorten zijn bij het geslacht ingedeeld:
- Sittiparus castaneoventris – Kastanjebuikmees
- Sittiparus olivaceus – Iriomotemees
- Sittiparus owstoni – Owstons mees
- Sittiparus semilarvatus – Witvoorhoofdmees
- Sittiparus varius – Bonte mees